# Прудный (Кизильский район)
Прудный — посёлок в Кизильском районе Челябинской области России. Входит в сельское поселение Путь Октября.

## География
Расположен в восточной части района, на берегу пруда, отсюда название. Расстояние до районного центра села Кизильского 47 км.

## История
Поселок основан в 1963 году при 5-м отделении совхоза «Путь Октября»..

## Население
| 2002 | 2010 |
| ---- | ---- |
| 158  | ↘109 |

(в 1970 — 282, в 1983 — 255, в 1995 — 227)

## Улицы
- Верхняя,
- Нижняя,
- Центральная,
- Школьная.